# 아노테 통
아노테 통(영어: Anote Tong, 중국어 간체자: 汤安诺, 정체자: 湯安諾, 병음: Tāng Ānnuò 탕안눠[*], 1952년 6월 11일 ~ )은 키리바시의 정치인이자 키리바시의 제5대 대통령(재임: 2003년 7월 10일 ~ 2016년 3월 11일)이다.

## 생애 초반과 사생활
아노테 통은 1952년에 길버트섬에 거주하던 원주민 여자와 중국인 남자 사이에서 6명의 자녀 가운데 셋째 아이로 태어났다. 아노테 통의 아버지는 제2차 세계 대전 시기에 키리바시로 이주했다. 뉴질랜드 켄터베리 대학교에서 과학 학위를 받았고 영국 런던 정치경제대학교에서 경제학과 석사 학위를 졸업했다. 아노테 통은 네이 메메와 결혼하여 7명의 아이들을 두었다.

## 대통령 재직 시절
2003년 7월 10일 키리바시의 대통령 선거에서 진리의 기둥 소속으로 출마하여 47.4%의 득표율을 기록하여 자신의 형제인 해리 통(득표율 43.5%) 등을 제치고 당선되었다. 이 대통령 선거는 선거 사기 주장 때문에 혼란을 빚기도 했지만 아무 사기도 없었다는 것을 타라와의 고등 법원은 확인했다.
아노테 통은 2003년 대통령 선거 이전에 중국이 키리바시에 임대한 위성 감시 기지를 재검토하기 위한 차원에서 "적절한 시기에 적절한 행동을 취하겠다."는 입장을 표명했다. 키리바시가 2003년 11월 7일에 타이완과 수교하자 중국 측은 이에 항의하는 표시로 키리바시와의 외교 관계를 단절하고 위성 감시 기지에서 철수했다.
2007년 8월 17일에 실시된 키리바시 의회 선거에서 그가 속한 정당인 진리의 기둥이 압도적으로 재선에 성공했고 2007년 10월 17일에 실시된 대통령 선거에서 재선에 성공했다. 2012년 1월 19일에 실시된 대통령 선거에 출마하여 3선에 성공했다. 대통령 재직 시절에는 키리바시를 비롯한 태평양의 섬들이 기후 변화로 인한 해수면 상승으로 인해 존립 자체가 위협받고 있다는 사실을 호소했다.

## 수상
2015년 8월 28일 선학평화상 수상
기후위기의 심각성을 국제사회에 공론화하고, 기후난민의 인권 수호를 위해 노력한 업적
http://sunhakpeaceprize.org/kr/laureates/laureates_view.php?idx=62  제1회 선학평화상

출처 : 시니어신문(http://www.seniorsinmun.com)
| 전임 테부로로 티토 | 제5대 키리바시의 대통령 2003년 7월 10일 ~ 2016년 3월 11일 | 후임 타네티 마마우 |